# Emil Russ
Emil Russ (24. listopadu 1887 Aš – 24. dubna 1942) byl československý politik německé národnosti a meziválečný poslanec Národního shromáždění za Komunistickou stranu Československa.

## Biografie
Podle údajů k roku 1932 byl profesí textilním dělníkem v Aši. Působil jako krajský funkcionář KSČ. Byl členem místní školní rady v Aši.
Po parlamentních volbách v roce 1929 získal za Komunistickou stranu Československa poslanecké křeslo v Národním shromáždění. Mandát ale nabyl až dodatečně roku 1932 poté, co pozbyl mandát rozhodnutím volebního soudu poslanec Karl Haiblick, místo kterého měl do poslaneckého křesla nastoupit Karel Kuplernt, který ale na mandát rezignoval.